# 4737 Kiladze
4737 Kiladze este un asteroid din centura principală, descoperit pe 24 august 1985 de Nikolai Cernîh.